# Basin and range-topografie

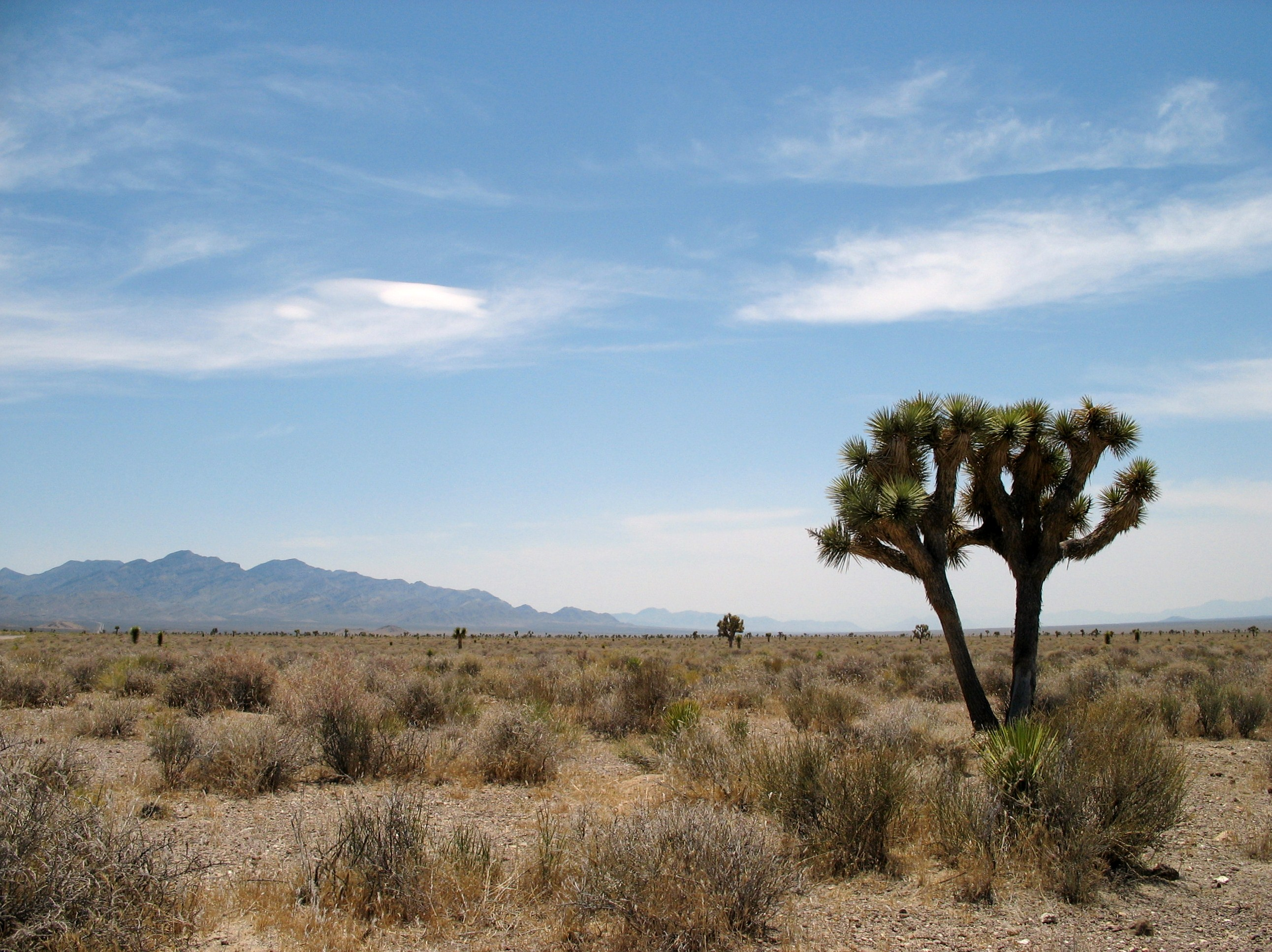
Voorbeeld van basin and range-topografie in Nevada (V.S.). Op de voorgrond een vlakke vallei (basin), op de achtergrond een bergketen (range).

Een basin and range-topografie is in de geomorfologie en geologie een topografie waarin langgerekte bergketens afgewisseld worden door valleien. De naam komt van het bekendste voorbeeld in het westen van Noord-Amerika, de Basin and Range Province.
Basin and range-topografieën ontstaan door extensietektoniek, een type beweging in de aardkorst waarbij een systeem van horsten en slenken ontstaat. De horsten vormen de bergketens (de "ranges", bergketens), terwijl de slenken zich vullen met sediment en de vlakke valleien vormen (de "basins", geologische bekkens).
Dit type topografie komt behalve in de Basin and Range Province ook bijvoorbeeld voor in het zuiden van Spanje, in het oosten van de Betische Cordillera.